# Teoria da catástrofe
Na matemática, teoria da catástrofe é um ramo da teoria da bifurcação no estudo de sistemas dinâmicos; ele também é um caso especial particular de teoria da singularidade na geometria.
Teoria da bifurcação estuda e classifica fenômenos caracterizados por mudanças repentinas de comportamento decorrentes de pequenas alterações nas circunstâncias, analisando como a natureza qualitativa de soluções da equação depende dos parâmetros que aparecem na equação. Isso pode levar a mudanças súbitas e dramáticas, por exemplo, a imprevisível ocorrência e magnitude de um deslizamento de terra.
Teoria da catástrofe foi originada com o trabalho do matemático francês René Thom na década de 1960, e tornou-se muito popular devido aos esforços de Christopher Zeeman na década de 1970. Ela considera o caso especial onde o equilíbrio estável de longo prazo pode ser identificado com o mínimo da suave e bem definida função potencial (função Lyapunov).
Pequenas alterações em certos parâmetros de um sistema não linear pode fazer equilíbrios aparecerem ou desaparecerem, ou para mudar da atração para a repulsão e vice-versa, conduzindo a alterações grandes e repentinos do comportamento do sistema. No entanto, examinada num espaço de parâmetros maior, a teoria da catástrofe revela que esses pontos de bifurcação tendem a ocorrer como parte de estruturas geométricas qualitativas bem definidas.

## Catástrofes elementares
Teoria da catástrofe analisa degenerados pontos críticos da função potencial - pontos em que não apenas a primeira derivada, mas um ou mais derivados superiores da função potencial também são zero. Estes são chamados os germes das geometrias catástrofe. A degenerescência destes pontos críticos pode ser desdobrada, expandindo a função potencial como uma série de Taylor em pequenas perturbações dos parâmetros.
Quando os pontos degenerados não são meramente acidentais, mas são estruturalmente estáveis, os pontos degenerados existem como organização de centros para determinadas estruturas geométricas de baixa degenerescência, com recursos críticos no espaço de parâmetros em torno deles. Se a função potencial depende de duas ou menos variáveis ativas, e quatro ou menos parâmetros ativos, em seguida, há apenas sete estruturas genéricas para essas geometrias de bifurcação, com formulários correspondentes em que a série de Taylor em torno dos germes catástrofe pode ser transformado por difeomorfismo ( uma transformação suave cuja inversa também é suave). Estes sete tipos fundamentais são agora apresentados, com os nomes que Thom lhes deu. 

## Funções potenciais de uma variável ativa

O par estável e instável de extrema desaparece em uma bifurcação Fold

### Catástrofe Fold
{\displaystyle V=x^{3}+ax\,}
Em valores negativos de a, o potencial tem dois extremos - um estável, e um instável. Se o parâmetro a é lentamente aumentado, o sistema pode seguir o ponto mínimo
estável. Mas em a = 0 a estável e instável extremas se encontram, e aniquilam. Este é o ponto de bifurcação. Em a> 0 já não é uma solução estável. Se um sistema físico é seguido através de uma bifurcação de dobragem, uma portanto, que como um atinge 0, a estabilidade do um <0 solução é subitamente perdida, e o sistema fará uma transição súbita de um novo comportamento, muito diferente. Este valor bifurcação do parâmetro a é às vezes chamado de "ponto de inflexão". 

### Catástrofe Cusp

Forma Cusp no espaço de parâmetros (a, b) perto do ponto de catástrofe, que mostra o lugar geométrico das bifurcações Fold que separam a região com duas soluções estáveis da região com um.

{\displaystyle V=x^{4}+ax^{2}+bx\,}

Diagrama de uma catástrofe cúspide, mostrando as curvas (marrom, vermelho) de x que satisfazem dV / dx = 0 para os parâmetros (a, b), elaborado para o parâmetro b continuamente variado, para diversos valores de parâmetro a. Fora o locus que beira as bifurcações (azul), para cada ponto (a, b) no espaço de parâmetros não é apenas um valor extremo de x. Dentro do limite, existem dois valores diferentes de X que dá mínimos locais de V (x) para cada um (a, b), separados por um valor de x que dá um máximo local.

A geometria da ponta é muito comum, quando se explora o que acontece a uma bifurcação Fold se um segundo parâmetro, b, é adicionado ao espaço de controle. Variando os
parâmetros, verifica-se que há agora uma curva (azul) de pontos no espaço (a, b) onde a estabilidade é perdida, onde a solução estável vai de repente saltar para um desfecho alternativo.
Mas, em uma geometria Cusp, a curva de bifurcação volta sobre si mesmo, dando um segundo ramo onde essa própria solução alternativa perde a estabilidade, e vai fazer um salto de volta para o conjunto de solução original. Aumentando repetidamente b e, em seguida, diminuindo-o, pode-se observar, desse modo, laços de histerese, como o sistema segue alternadamente uma solução, salta para a outra, a seguir a outra para trás, então salta de volta para a primeira. 
No entanto, isto só é possível na região do espaço de parâmetros de um <0. Como a é aumentada, os laços de histerese tornam-se menor e menor, até acima de um 0 = eles desaparecem por completo (a catástrofe Cusp), e existe apenas uma solução estável.
Pode-se também considerar o que acontece se um detém b constante e varia a. No caso simétrico b = 0, observa-se uma bifurcação forquilha como a é reduzido, com uma solução estável de repente, dividindo-se em duas soluções estáveis e uma solução instável como o sistema físico passa para a <0 através do ponto Cusp (0,0) (um exemplo de quebra espontânea de simetria). Distante do ponto Cusp, não há nenhuma mudança súbita de uma solução física a ser seguida: quando passa através da curva de bifurcações Fold, tudo o que acontece é uma segunda solução alternativa torna-se disponível. 
Uma sugestão famosa é que a catástrofe Cusp pode ser usada para modelar o comportamento de um cão estressado, que pode responder tornando-se intimidado ou tornar-se irritado. A sugestão é que pelo estresse moderado (a> 0), o cão vai expor uma transição suave da resposta da intimidação à raiva, dependendo de como ele é provocado. Mas os níveis de stress mais elevados correspondem a mover-se para a região (a<0). Então, se o cão começa intimidado, ele permanecerá intimidado,  é irritado cada vez mais, até atingir o ponto de 'desistir', quando, de repente, de forma descontínua encaixe até o modo de raiva. Uma vez no modo "irritado", ele permanecerá com raiva, mesmo se o parâmetro irritação direta é consideravelmente reduzido. 
Um sistema mecânico simples, a "Máquina Catastrofe Zeeman", ilustra muito bem uma catástrofe Cusp. Neste dispositivo, as variações suaves na posição da extremidade de uma mola pode causar mudanças repentinas na posição de rotação de uma roda em anexo.
A falha catastrófica de um sistema complexo com redundância paralela pode ser avaliada com base na relação entre as tensões locais e externas. O modelo da mecânica das fraturas estruturais é semelhante ao comportamento da catástrofe Cusp. O modelo prevê a capacidade de reserva de um sistema complexo. 

Bifurcação foquilha a = 0 na superfície b = 0

Outras aplicações incluem o exterior da esfera de transferência de elétrons frequentemente encontrado em sistemas químicos e biológicos e modelagem preços imobiliários.
Bifurcações Fold e a geometria Cusp são de longe as consequências práticas mais importantes da teoria da catástrofe. Eles são padrões que
ocorrem repetidamente na física, engenharia e modelagem matemática. Eles produzem os fortes eventos de lente gravitacional e fornecer os astrônomos com um dos métodos utilizados para a detecção de buracos negros e da matéria escura do universo, através do fenômeno da produção de lentes gravitacionais várias imagens de quasares distantes.
Os restantes das geometrias da catástrofe simples são muito especializados, em comparação, e apresentado aqui apenas para o valor curiosidade.

### CatástrofeSwallowtail
{\displaystyle V=x^{5}+ax^{3}+bx^{2}+cx\,}

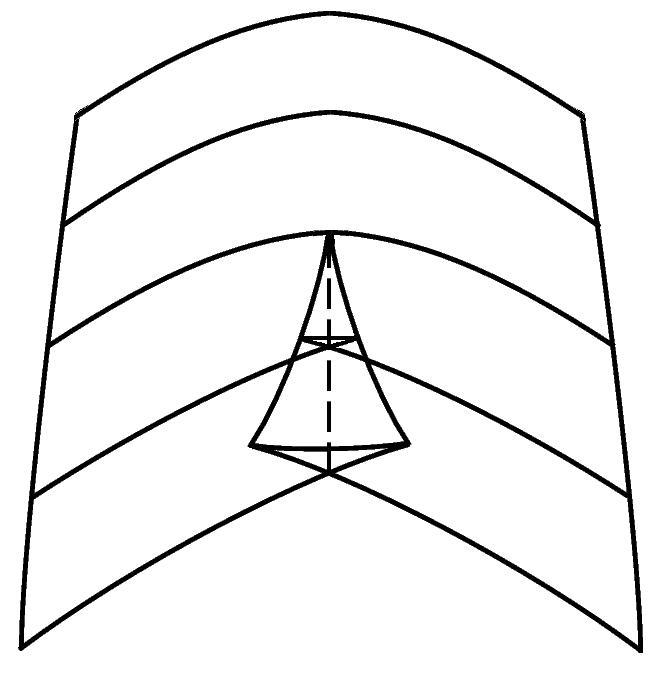
Superfície de catástrofe Swallowtail

O espaço dos parâmetros de controle é tridimensional. A bifurcação definida no espaço de parâmetros é composta de três superfícies de bifurcações Fold, que se reúnem em
duas linhas de bifurcações Cusp, que, por sua vez, se encontram em um único ponto de bifurcação Swallowtail. 
Como os parâmetros atravessam a superfície de bifurcações Fold, um mínimo e um valor máximo da função potencial desaparecem. Nas bifurcações Cusp, dois mínimos e um máximo são substituídos por um mínimo; além deles, as bifurcações Fold desaparecem. No ponto Swallowtail, dois mínimos e dois máximos se encontram em um único valor de x. Para valores de a> 0, para além do Swallowtail, ou existe um par máximo- mínima, ou mesmo nenhum, de acordo com os valores de b e c. Duas das superfícies de bifurcações Fold e as duas linhas de bifurcações Cusp, onde eles se encontram em a <0, portanto, desaparecem no ponto Swallowtail, para ser substituído com apenas uma única e superfície de bifurcações Fold restantes. A última pintura de Salvador Dalí,"The Swallow's Tail" (A Cauda da Andorinha), foi baseada nessa catástrofe. 

### Catástrofe Butterfly
{\displaystyle V=x^{6}+ax^{4}+bx^{3}+cx^{2}+dx\,}
Dependendo dos valores de parâmetros, a função potencial pode ter três, dois, um ou mínimos locais diferentes, separados por os loci de bifurcações Fold. No ponto Butterfly, as diferentes superfícies de 3-bifurcações Fold, as superfícies de 2-bifurcações Cusp, e as linhas de bifurcações Swallowtail se conhecem e desaparecem, deixando uma única estrutura Cusp restante quando a> 0. 

## Funções potenciais de duas variáveis ativas
Catástrofes umbílicas são exemplos de catástrofes "corank 2". Eles podem ser observados em óptica nas superfícies focais criadas pela reflexão da luz de uma superfície em três dimensões e estão intimamente ligados com a geometria das superfícies quase esféricas. Thom propôs que a catástrofe umbílica hiperbólica modela a quebra de uma onda e o umbílica elíptica modela a criação de cabelo como estruturas.

### Catástrofeumbílicahiperbólica
{\displaystyle V=x^{3}+y^{3}+axy+bx+cy\,}

### Catástrofeumbílicaelíptica
{\displaystyle V={\frac {x^{3}}{3}}-xy^{2}+a(x^{2}+y^{2})+bx+cy\,}

### Catástrofeumbílicaparabólica
{\displaystyle V=x^{2}y+y^{4}+ax^{2}+by^{2}+cx+dy\,}

## Notação de Arnold
Vladimir Arnold deu as catástrofes a classificação ADE, devido a uma profunda ligação com grupos simples Lie.
- A0 - um ponto de não-singular: {\displaystyle V=x}
- A1 - um extremo local, seja um mínimo estável ou instável máxima {\displaystyle V=\pm x^{2}+ax}
- A2 - o Fold
- A3 - a Cusp
- A4 - a Swallowtail
- A5 - a Butterfly
- Ak - um representante de uma sequência infinita de um formas variáveis {\displaystyle V=x^{k+1}+\cdots }
- D4- - o umbílica elíptica
- D4 + - a umbílica hiperbólica
- D5 - a umbilical parabólica
- Dk - um representante de uma sequência infinita de novas formas umbílicas
- E6 - o umbílica simbólica{\displaystyle V=x^{3}+y^{4}+axy^{2}+bxy+cx+dy+ey^{2}}
- E7
- E8

Não há objetos na teoria singularidade que correspondem à maioria dos outros grupos de Lie simples.